# Nemesia cubana
Nemesia cubana là một loài nhện trong họ Nemesiidae.
Nemesia cubana được miêu tả năm 1930 bởi Franganillo.